# Charlotte Lindmark
Charlotte (Anna Charlotta) Lindmark, född 18 oktober 1819 i Stockholm, död 2 april 1858, var en svensk skådespelare och ballerina. Hon var den ledande kvinnliga stjärnan på Mindre teatern i Stockholm, Dramatens rival, vid mitten av artonhundratalet. 

## Biografi
Charlotte Lindmark var dotter till en fattig hattmakare. Hon medverkade vid Anders Selinders barnteater vid sju års ålder. Hon blev elev vid Kungliga Baletten 1829, och var sedan premiärdansös 1834-39. Vid sitt avsked från baletten beskrevs hon som bröstsjuk och giktbruten. Hon var sedan aktiv i Olof Ulrik Torsslows sällskap, under ett år på Operan, och därpå vid Fredrik Delands resande teatersällskap. Hon var engagerad vid Djurgårdsteatern 1839-42 och vid Dramaten 1842-45, där hon debuterade som Lady Arabella i Ett farligt giftermål. Från 1845 fram till sin död var hon sedan aktiv vid Mindre teatern, där hon spelade roller i intriger och komedier och av kritikerna fick allt mer beröm för varje år. 
Hon beskrevs som "naiv och behaglig". Hon beröms för rollerna i Den Ondes besegrare, Börd och förtjänst och för titelrollen i Drottning Kristina av Jeanette Granberg. I titelrollen Narcisse Rameau gjorde hon stor succé och fick omdömet: "M:ll Lindmark dör gudomlig". Enligt J. C. Hellberg led Lindmark ständigt av sin dåliga hälsa: "Kanske var hon den enda, som utan tillgjordhet kunde gråta på scenen. Aldrig lät hon sin egen person genomskina rollen, alltid behöll hon barnasinnets entusiasm för allt skönt, barndomens friska känslor. Under allt detta kämpade hon med tilltagande kroppsplågor, så stora att hon, efter en sortie från scenen, ofta nedsjönk sanslös på första lediga stol och läkaren förklarade för en gåta att hon kunde lefva och spela. Hvilket liv!"
Charlotte Lindmark avled i en "bröstsjukdom" år 1858. 

## Teater

### Roller
| År   | Roll                     | Produktion                                                                   | Teater         |
| ---- | ------------------------ | ---------------------------------------------------------------------------- | -------------- |
| 1845 | Fru Fischer              | Nu ska vi roa oss Johann Nestroy                                             | Nya Teatern    |
| 1846 | Marie Jeanne             | Marie Jeanne, eller Kvinnan av folket Adolphe d'Ennery och Julien de Mallian | Mindre teatern |
| 1846 | Marie Beaumarchais       | Clavigo Johann Wolfgang von Goethe                                           | Mindre teatern |
| 1846 | Estelle                  | Estelle, eller Far och dotter Eugène Scribe                                  | Mindre teatern |
| 1847 | Markisinnan de Villette  | Markisinnan de Villette Charlotte Birch-Pfeiffer                             | Mindre teatern |
| 1847 | Susanna                  | Skomakaren och hans fru Oscar Andersson                                      | Mindre teatern |
| 1847 | Joséphine de Beauharnais | Figaros dotter Mélesville                                                    | Mindre teatern |
| 1847 | Isabella                 | Allas gudson Émile Souvestre                                                 | Mindre teatern |